# Municipio Colpa Bélgica
Das Municipio Colpa Bélgica ist ein Verwaltungsbezirk im Departamento Santa Cruz im Tiefland des südamerikanischen Anden-Staates Bolivien.

## Lage im Nahraum
Das Municipio Colpa Bélgica ist eines von drei Municipios in der Provinz Sara, es wurde im Jahr 2002 per Gesetz durch Abspaltung des südlichen Teils des Municipios Portachuelo gegründet. Es grenzt im Nordwesten an das Municipio Portachuelo, im Süden an die Provinz Andrés Ibáñez und im Osten an die Provinz Ignacio Warnes. Das Municipio erstreckt sich etwa 20 Kilometer sowohl in nord-südlicher als auch in ost-westlicher Richtung.
Der zentrale Ort des Municipios ist die Stadt La Bélgica mit 4575 Einwohnern (Volkszählung 2012) am Ostrand des Municipios am linken Ufer des Río Piraí.

## Geographie
Das Municipio Colpa Bélgica liegt im subtropischen Feuchtklima vor dem Ostrand der Anden-Gebirgskette der Cordillera Oriental. Die Region umfasst vor allem die Auelandschaften zwischen dem Río Guendá und dem Río Piraí, sie war vor der Kolonisierung von Monsunwald bedeckt, ist heute aber größtenteils offene Buschlandschaft und teilweise auch als Kulturland erschlossen.
Die mittlere Durchschnittstemperatur der Region liegt bei knapp 24 °C (siehe Klimadiagramm Warnes), die Monatswerte schwanken zwischen 20 °C im Juni/Juli und 26 °C von November bis Februar. Der Jahresniederschlag beträgt etwa 1300 mm, die Monatsniederschläge sind ergiebig und liegen zwischen 35 mm im August und 200 mm im Januar.

## Bevölkerung
Die Einwohnerzahl des Municipios ist zwischen 1992 und 2024 um etwa ein Fünftel zurückgegangen:
| Jahr | Einwohner | Quelle       |
| ---- | --------- | ------------ |
| 1992 | 7692      | Volkszählung |
| 2001 | 6273      | Volkszählung |
| 2012 | 6069      | Volkszählung |
| 2024 | 6020      | Volkszählung |

Die Bevölkerungsdichte des Municipios bei der Volkszählung 2024 betrug 20,2 Einwohner/km². Die Lebenserwartung der Neugeborenen betrug 65,8 Jahre, die Säuglingssterblichkeit war von 4,5 Prozent (1992) auf 5,9 Prozent im Jahr 2001 angestiegen.
Der Alphabetisierungsgrad bei den über 6-Jährigen ist von 87,0 Prozent (1992) auf 93,0 Prozent angestiegen. 98,9 Prozent der Bevölkerung sprechen Spanisch, 5,9 Prozent sprechen Guaraní, 3,4 Prozent Quechua und 0,4 Prozent Aymara.
14,7 Prozent der Bevölkerung haben keinen Zugang zu Elektrizität, 17,4 Prozent leben ohne sanitäre Einrichtung. (2001)
75,1 Prozent der 1.239 Haushalte besitzen ein Radio, 75,6 Prozent einen Fernseher, 38,5 Prozent ein Fahrrad, 3,4 Prozent ein Motorrad, 11,8 Prozent ein Auto, 44,5 Prozent einen Kühlschrank, und 21,7 Prozent ein Telefon. (2001)

## Politik
Ergebnis der Regionalwahlen (concejales del municipio) vom 4. April 2010:
| Wahl- berechtigte |  | Wahl- beteiligung | gültige Stimmen |  | VERDES | TODOS  | SOL    | FA     | MAS-IPSP | U     | ASIP  |
| ----------------- |  | ----------------- | --------------- |  | ------ | ------ | ------ | ------ | -------- | ----- | ----- |
| 2.819             |  | 2.526             | 2.144           |  | 479    | 441    | 406    | 263    | 248      | 185   | 122   |
|                   |  | 89,6 %            | 84,9 %          |  | 22,3 % | 20,6 % | 18,9 % | 12,3 % | 11,6 %   | 8,6 % | 5,7 % |

Ergebnis der Regionalwahlen (elecciones de autoridades políticas) vom 7. März 2021:
| Wahl- berechtigte |  | Wahl- beteiligung | gültige Stimmen |  | CREEMOS | MAS-IPSP | SOL     | UNIDOS | ASIP   | MNR    |
| ----------------- |  | ----------------- | --------------- |  | ------- | -------- | ------- | ------ | ------ | ------ |
| 4.843             |  | 3.822             | 3.517           |  | 2.278   | 559      | 413     | 240    | 15     | 12     |
|                   |  | 78,92 %           | 92,02 %         |  | 64,77 % | 15,89 %  | 11,74 % | 6,82 % | 0,43 % | 0,34 % |

## Gliederung
Das Municipio Colpa Bélgica untergliedert sich nicht weiter in Kantone (cantones), aber besteht aus den folgenden Unterkantonen:
- Vicecantón Comunidad Cedro Camalotal – 4 Gemeinden – 421 Einwohner[7]
- Vicecantón Comunidad El Cedro – 1 Gemeinde – 258 Einwohner
- Vicecantón Tarope – 1 Gemeinde – 31 Einwohner
- Vicecantón La Bélgica – 9 Gemeinden – 5.563 Einwohner